# Hydrolagus mirabilis
Hydrolagus mirabilis е вид химер от семейство Chimaeridae. Видът е почти застрашен от изчезване.

## Разпространение и местообитание
Разпространен е във Великобритания, Западна Сахара, Ирландия, Исландия, Мавритания, Мароко, Намибия, Сенегал, Тринидад и Тобаго и Франция.
Обитава скалистите дъна на океани, морета и заливи. Среща се на дълбочина от 450 до 1200 m, при температура на водата от 2,5 до 9,9 °C и соленост 34,9 – 35,8 ‰.

## Описание
На дължина достигат до 41 cm.
Популацията на вида е намаляваща.